# Gnaphaliinae
Gnaphaliinae, podtribus glavočika, dio tribusa Gnaphalieae. Pripada mu 18 rodova i 8 podtribusa.
Tipičan je kozmopolitski rod  Gnaphalium sa 46 vrsta. 

## Rodovi
1. Galeomma Rauschert (2 spp.)
2. Achyrocline Less. (45 spp.)
3. Helichrysum Mill. (557 spp.)
4. Aphelexis D. Don (4 spp.)
5. Chiliocephalum Benth. (2 spp.)
6. Syncephalum DC. (5 spp.)
7. Stenocline DC. (2 spp.)
8. Catatia Humbert (2 spp.)
9. Pseudognaphalium Kirp. (112 spp.)
10. Quasiantennaria R.J.Bayer & M.O.Dillon (1 sp.)
11. Anaphalis DC. (110 spp.)
12. Plecostachys Hilliard & B. L. Burtt (2 spp.)
13. Tenrhynea Hilliard & B. L. Burtt (1 sp.)
14. Syncarpha DC. (20 spp.)
15. Libinhania N. Kilian, Galbany, Oberpr. & A. G. Mill. (13 spp.)
16. Gnaphalium L. (31 spp.)
17. Cladochaeta DC. (1 sp.)
18. Achyranthemum N. G. Bergh (7 spp.)